# Hylephilacris
Hylephilacris är ett släkte av insekter. Hylephilacris ingår i familjen Romaleidae.
Kladogram enligt Catalogue of Life:
| Hylephilacris | \| \| Hylephilacris corticicolor \| \| \| \| \| \| Hylephilacris magnicornis \| \| \| \| |
|               | \| \| Hylephilacris corticicolor \| \| \| \| \| \| Hylephilacris magnicornis \| \| \| \| |
|               | Hylephilacris corticicolor                                                               |
|               |                                                                                          |
|               | Hylephilacris magnicornis                                                                |
|               |                                                                                          |